# Tayseer Allouni
Tayseer Allouni (تيسير علوني, en árabe; Siria, 1955) es un periodista español de origen sirio, reportero de la cadena Al-Jazeera. Fue detenido en 2003 y condenado en 2005 por la Audiencia Nacional en España por su supuesta colaboración con la organización terrorista islamista Al Qaeda. En 2012 terminó su condena, que era de arresto domiciliario desde 2006 y fue puesto en libertad.
Estudió economía en su país natal y continuó su formación a partir de 1985 en España, convirtiéndose en ciudadano español en 1988. Trabajó como profesor de lengua árabe y en otros empleos en Granada y Ceuta. En 1996 pasó a trabajar para la agencia EFE como especialista en el mundo árabe y traductor, al tiempo que prestaba sus servicios como corresponsal freelance para Al-Yazira.
En 1999 Al-Yazira lo destinó a Kabul (Afganistán), donde vivió durante los atentados en Estados Unidos y la invasión a Afganistán por parte de Estados Unidos y el Reino Unido, siendo durante el conflicto el único reportero de televisión capaz de transmitir y grabar imágenes de los acontecimientos, así como de entrevistar a Osama bin Laden. Tras el bombardeo de la oficina de Al-Yazira en Kabul, se instaló en Catar. Posteriormente fue corresponsal de la misma cadena durante la guerra de Irak.
En noviembre de 2003 fue detenido en su domicilio en España acusado de colaborar con la organización terrorista Al Qaida, asegurando el juez Baltazar Garzón que «al margen de su actividad periodística, pero aprovechándose de la misma, ha realizado actos de apoyo, financiación, control y coordinación, característicos de un militante cualificado de la célula». Fue condenado en a siete años de prisión en 2005, si bien el auto especificó que no había tenido relación directa con los hechos más graves cometidos por Al Qaeda.
Sus defensores aseguran que la razón principal de su encarcelamiento fue la entrevista realizada a Osama bin Laden, que lo convirtió en persona non grata para los gobiernos de la Coalición que invadió Irak para deponer al gobierno de Sadam Huseín. Reporteros Sin Fronteras y la Federación Internacional de Periodistas expresaron su preocupación al considerar que la acusación pudiera ser punitiva y tener un trasfondo político al basarse esencialmente en la entrevista a Bin Laden, y que amenazaba la libertad de expresión al sospechar de periodistas que entrevistaban a terroristas y por lo tanto limitaba su libertad de actuación y eliminaba fuentes de información necesaria que se alejaban del relato oficial sobre la llamada «guerra contra el terrorismo».
El 6 de octubre de 2006 fue puesto en arresto domiciliario debido su estado de salud.
En marzo de 2012, fue liberado al haber cumplido su sentencia y regresó a Catar.
En 2013 entrevistó a Abu Mohamed al-Golani, comandante del Frente Al-Nusra, que nunca había sido entrevistado antes. La entrevista fue publicada por Al Jazeera el 18 de diciembre de ese año.